# Robson Alves da Silva
Robson Alves da Silva (Rio de Janeiro, 3 de novembro de 1986), mais conhecido como Robson, é um ex-futebolista brasileiro que atuava como volante.
Chegou a base do Flamengo aos 8 anos de idade, em 1994 e jogou em todas as categorias do clube até o ano de 2003.

## Carreira
Volante de ótimo posicionamento e marcação, Robson foi revelado pelo Flamengo. Em 2003, após se destacar nas categorias de base do clube, ele subiu para integrar os profissionais aos 17 anos e teve a sua estreia contra o Corinthians, no Maracanã, na vitória do Flamengo por 1×0. Essa também foi a única partida que atuou ao lado do irmão, Anderson, pelo Flamengo.
Em 2004, ganhou a confiança do técnico Abel Braga e se destacou no estadual, ajudando a equipe a sagrar-se campeã da Taça Guanabara e do Campeonato Carioca. Ele teve ótima atuação na final contra o Vasco e foi dele a assistência para o gol de Jean, o primeiro do Flamengo.
Robson atuou nas duas partidas finais da Copa do Brasil de 2004 contra o Santo André. No primeiro jogo em São Paulo, ele atuou no 2º tempo no empate em 2×2. Na partida de volta, logo aos 2 minutos de partida, o volante que vestia a camisa nº 11, sofreu uma grave lesão em uma disputa com o adversário e 8 minutos após, Robson não conseguiu continuar na partida.
Com a saída de Abel Braga, as chances foram poucas e sem muito destaque. No geral, o volante permaneceu na Gávea até 2007 e atuou em 48 partidas.
Após a saída do Flamengo, Robson passou pelo Cabofriense-RJ, atuou por 4 anos no Gold Coast da Austrália (junto com seu irmão, Anderson) onde fez gols importantes, Ayia Napa FC (Chipre), Baraúnas e Marília, seu último clube.

## Conquistas
Flamengo
- Taça Guanabara: 2004, 2007
- Campeonato Carioca: 2004, 2007
- Copa Record Rio de Futebol: 2005
- Copa do Brasil: 2006